# Margit Kovács
Margit Kovács (Győr, 30 de noviembre de 1902–Budapest, 4 de junio de 1977) fue una escultora y ceramista húngara.

## Biografía
Margit Kovács nació en Győr, Hungría, el 30 de noviembre de 1902. Originalmente deseaba convertirse en una artista gráfica, pero en los años 1920 desarrolló un interés cada vez mayor en la cerámica, de modo que decidió viajar a Viena entre 1926 y 1928 a estudiar con Hertha Bücher, una reconocida artista de la cerámica austríaca. Posteriormente, en 1928 y 1929, estudió modelado en arcilla en la Escuela Estatal de Artes Aplicadas bajo la tutoría de Karl Killer, donde estudió junto a la artista del vidrio Julia Bathory, quien se convertiría en su amiga de toda la vida. Estudió en Copenhague en 1932, y en 1933 estuvo en la fábrica de porcelana de Sèvres donde dominó el arte de modelar con chamota para crear figuras.
Ganó premios internacionales en Milán, París, Berlín, Bruselas y Roma. Fue muy popular en Hungría y recibió muchos trabajos públicos. El régimen comunista le otorgó el premio de artista distinguida en 1959.
Kovács falleció el 4 de junio de 1977 en Budapest. Su tumba se encuentra en el cementerio de Farkasréti en Budapest.

## Trabajo

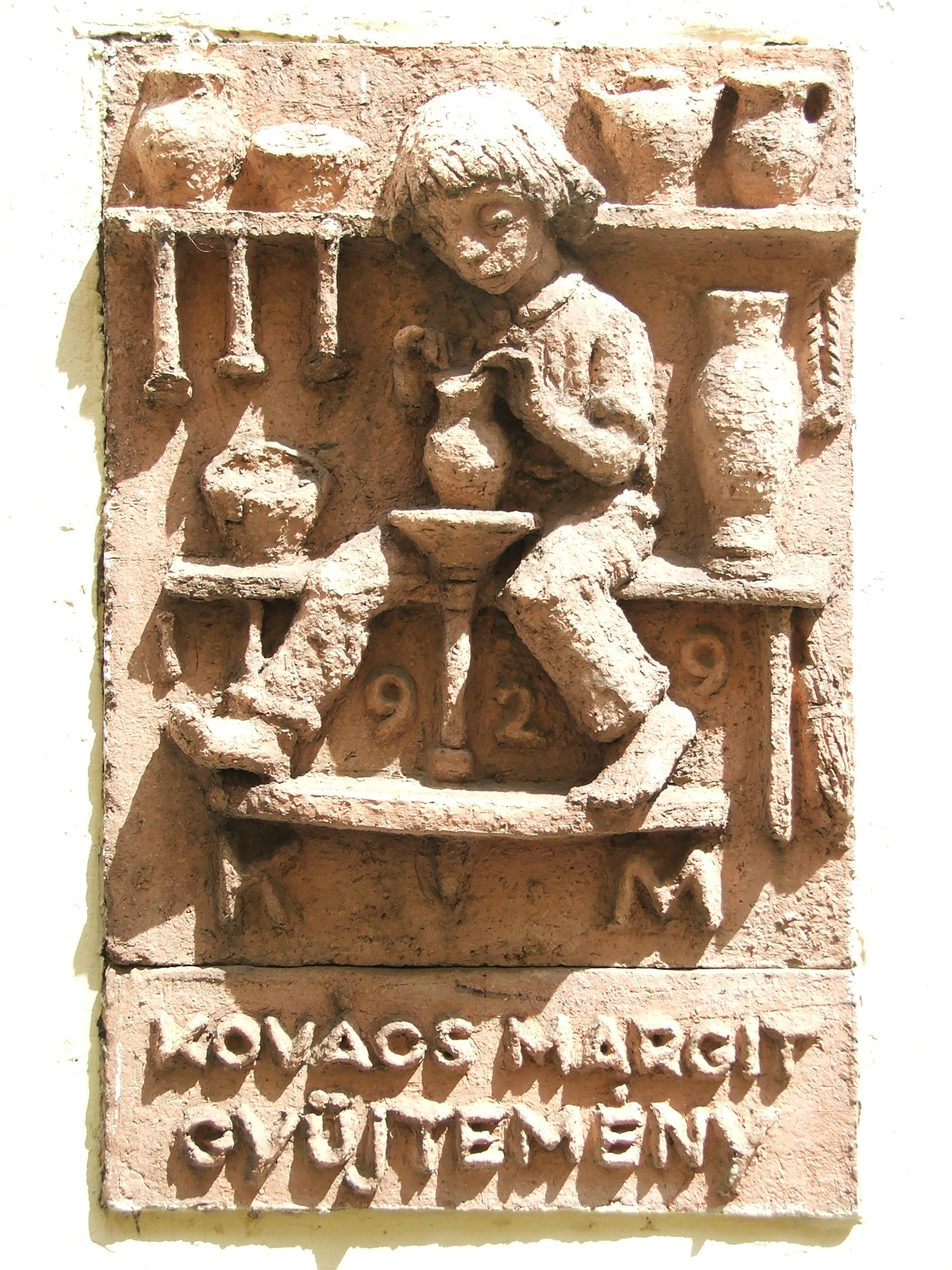
Placa en la entrada al Museo Margit Kovács en Szentendre.

Su primera exhibición pública fue en Budapest en 1928, y a partir de ahí, fue muy prolífica, trabajando incluso durante la Segunda Guerra Mundial. Produjo estatuillas, vasijas, láminas, placas y murales.
Sus principales temáticas tenían que ver con historias de la biblia, la vida en familia y el folclor nacional. Su trabajo es muy variado pero se caracteriza por líneas que se curvan sensualmente para despertar sentimientos. Uno de sus principales trabajos de arte religioso es el portal de la Iglesia de San Emerico (Szent Imre Templon) de Győr (1939–1940).
Varios de sus murales cerámicos todavía se encuentran en Budapest y otras ciudades.
En 1972, donó la mayor parte de su trabajo a museos del condado de Pest, en Szentendre, donde se abrió un museo de su trabajo en 1973. También existe una colección en Győr.

## Galería

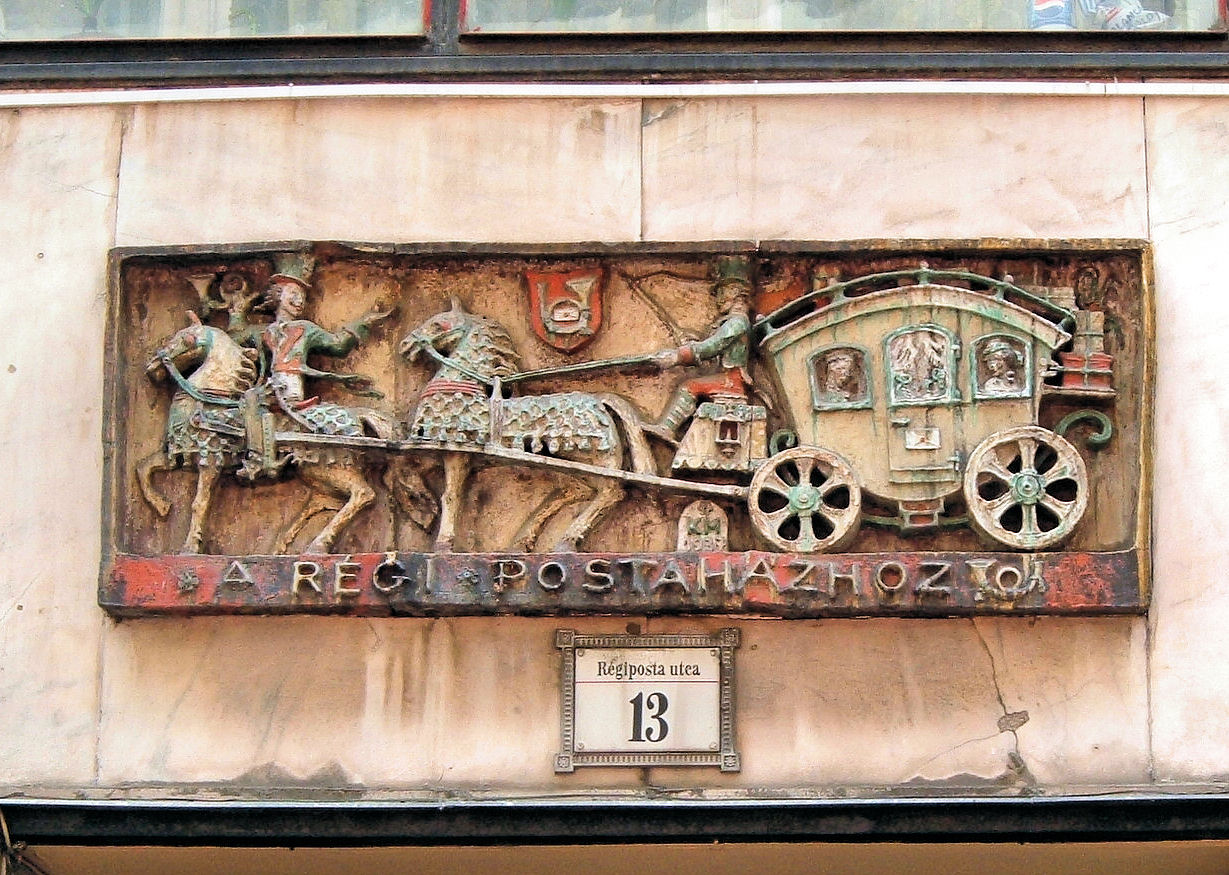
Antigua oficina de correos en una calle de Budapest.
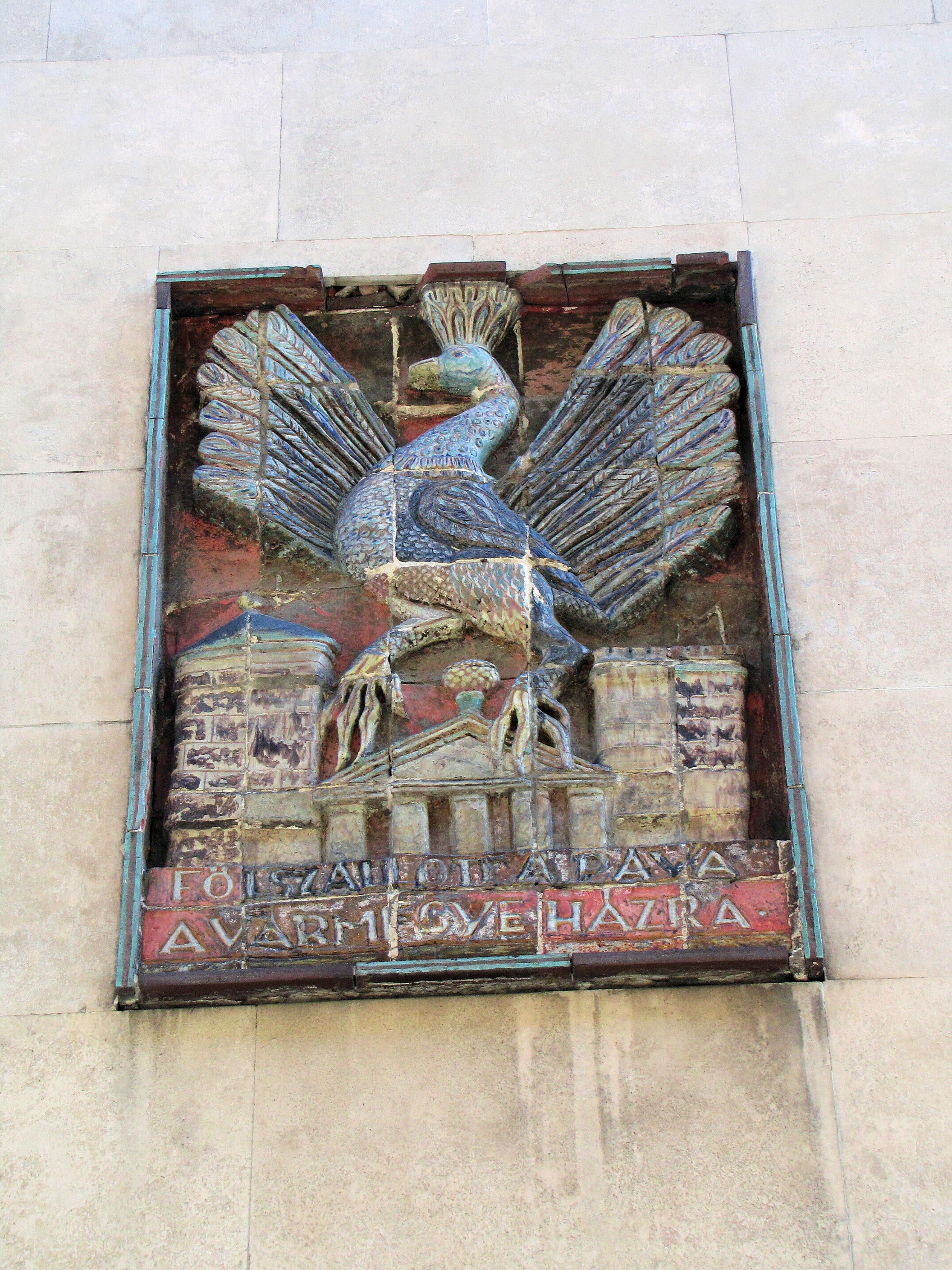
Placa en la calle Vármegye, Budapest.
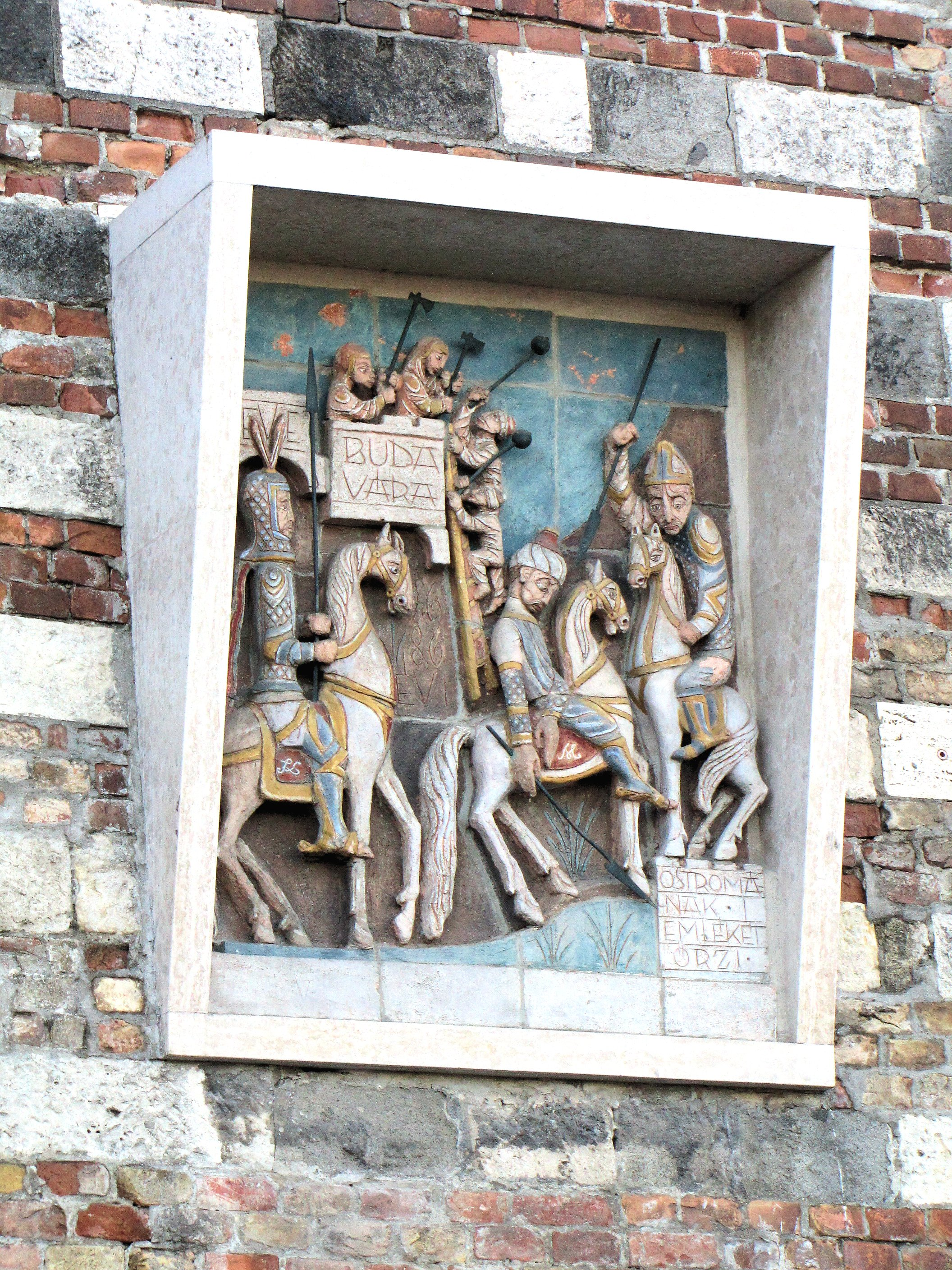
Panel cerámico en la Puerta Bécsi del Castillo de Buda.